# Passau Hauptbahnhof
Passau Hauptbahnhof egy elágazó vasútállomás Németországban, Passauban, közel az osztrák határhoz. Az állomás 1860-ban nyílt meg.

## Forgalom

### Vasúti járatok
| Járat        | Útvonal | Ütem                                                                      |
| ------------ | --- | ------------------------------------------------------------------------- |
| ICE 31 IC 31 | (Kiel –) Hamburg – Osnabrück – Dortmund – Duisburg – Köln – Koblenz – Frankfurt (Main) – Hanau – Würzburg – Nürnberg – Regensburg – Passau (– Linz – Wien Westbf)           | bizonyos vonatok                                                          |
| ICE 91       | Frankfurt (Main) – Würzburg – Nürnberg – Regensburg − Passau – Linz – Wien Westbf                                                                                           | kétórás ütem                                                              |
| ICE 1691     | Berlin Hbf - Lutherstadt Wittenberg - Leipzig - Jena Paradies - Nürnberg - Regensburg - Plattling - Passau                                                                  | két vonatpár hétvégente                                                   |
| IC 26        | (Binz –) Stralsund / Westerland – Hamburg (– Bréma) – Hannover – Gießen – Frankfurt (Main) – Konstanz / Nürnberg – Oberstdorf / Passau / München – St. Veit / Berchtesgaden | bizonyos vonatok                                                          |
| EN           | Wien Westbf – Passau – Hamburg | egy vonatpár az ÖBB-től                                                   |
| REX/R        | Passau – Wels – Linz/Donau | órás ütem                                                                 |
| RE           | Donau-Isar-Express Passau – Plattling – Landshut – München | órás ütem                                                                 |
| RB           | Passau – Neumarkt-St Veit – Mühldorf (Oberbay) | órás ütem                                                                 |
| P            | Passau – Waldkirchen – Freyung | négy vonat hétvégente/ három vonat ünnepnapokon április és október között |
| as           | Passau – Regensburg – Ingolstadt – Ulm | egy vonatpár hétvégente és ünnepnapokon április és szeptember között      |

### Távolsági buszok
| Járat       | Útvonal | Szolgáltató         |
| ----------- | --- | ------------------- |
| BLB 020     | Bad Birnbach ↔ Bad Griesbach ↔ Bad Füssing ↔ Passau Hbf ↔ Deggendorf ↔ Regensburg Hbf ↔ Schwandorf ↔ Weiden ↔ Marktredwitz ↔ Hof Hbf ↔ Leipzig Flughafen ↔ Berlin ZOB                                                                                     | BerlinLinienBus     |
| MFB F34     | Passau Hbf ↔ Regensburg Hbf ↔ Nürnberg ZOB ↔ Würzburg Hbf ↔ Frankfurt (Main) Hbf ↔ Frankfurt Flughafen (Terminal 1) ↔ Köln Nord (Bahnhof Leverkusen Mitte) ↔ Düsseldorf ZOB                                                                               | MeinFernbus/Flixbus |
| BLB 036     | Passau Hbf ↔ Deggendorf ↔ Regensburg Hbf ↔ Nürnberg ZOB ↔ Würzburg Hbf ↔ Aschaffenburg ↔ Frankfurt (Main) Hbf | BerlinLinienBus     |
| MFB 041     | Passau Hbf ↔ Deggendorf (↔ Straubing )↔ Regensburg Hbf (↔ Schwandorf ↔ Selb )↔ Hof Hbf ↔ Berlin ZOB | MeinFernbus/Flixbus |
| MFB 061/N61 | (Wien Stadion Center ↔ ) Passau Hbf ↔ Deggendorf ↔ Regensburg Hbf ↔ Nürnberg ZOB ↔ Frankfurt (Main) Hbf ↔ Köln Nord (Bahnhof Leverkusen Mitte) ↔ Düsseldorf ZOB ↔ Essen Hbf                                                                               | MeinFernbus/Flixbus |
| MFB N91     | (Passau Hbf ↔ Deggendorf ↔ Landshut ↔ München Flughafen ↔ M.-Fröttmaning ↔ ) München Hbf ↔ Augsburg Nord ↔ Stuttgart Flughafen/Messe ↔ Karlsruhe Hbf ↔ Kehl ↔ Strasbourg Place de l'Étoile ↔ Paris (Porte Maillot)                                        | MeinFernbus/Flixbus |
| EU 0256     | Hamburg ZOB ↔ Bremen ↔ Hannover ↔ Hildesheim ↔ Göttingen ↔ Kassel ↔ Fulda ↔ Nürnberg ZOB ↔ Regensburg Hbf ↔ Deggendorf ↔ Passau Hbf ↔ Arad ↔ Timișoara ↔ Lugoj ↔ Faret ↔ Deva ↔ Orastie ↔ Sebes ↔ Sibiu ↔ Fagaras ↔ Brasov ↔ Sinaia ↔ Ploiesti ↔ Bukarest | eurolines           |
| Postbus     | Passau Hbf ↔ Deggendorf ↔ Dingolfing ↔ Landshut ↔ München Flughafen 2015 december 15-től | Postbus             |

### Regionális buszok
| Járat | Útvonal | Szolgáltató                        |
| ----- | --- | ---------------------------------- |
| 673   | Passau Hbf ↔ Esternberg ↔ Engelhartszell ↔ Niederranna ↔ Haibach ob der Donau ↔ Hartkirchen ↔ Aschach ↔ Eferding ↔ Linz Hbf | Postbus, OÖVV                      |
| 6101  | Passau Hbf ↔ Obernzell ↔ Jochenstein ↔ Gottsdorf ↔ Breitenberg                                                              | VLP, Regionalbus Ostbayern         |
| 6102  | Passau Hbf ↔ Untergriesbach ↔ Hauzenberg                                                                                    | VLP, Regionalbus Ostbayern         |
| 6103  | Passau Hbf ↔ Kellberg ↔ Hauzenberg                                                                                          | VLP, Regionalbus Ostbayern         |
| 6105  | Passau Hbf ↔ Neuhaus am Inn ↔ Rotthalmünster                                                                                | VLP, Regionalbus Ostbayern         |
| 6106  | Passau Hbf ↔ Neuhaus am Inn ↔ Schärding ↔ Bad Füssing ↔ Hartkirchen                                                         | VLP, Regionalbus Ostbayern         |
| 6107  | Passau Hbf ↔ Bad Füssing ↔ Rotthalmünster ↔ Kößlarn                                                                         | VLP, Regionalbus Ostbayern         |
| 6110  | Passau Hbf ↔ Hutthurm ↔ Waldkirchen ↔ Freyung                                                                               | VLP, Regionalbus Ostbayern         |
| 6113  | Passau Hbf ↔ Tiefenbach ↔ Tittling                                                                                          | VLP, Regionalbus Ostbayern         |
| 6118  | Passau Hbf ↔ Fürsteneck ↔ Perlesreut ↔ Grafenau                                                                             | VLP, Regionalbus Ostbayern         |
| 6120  | Passau Hbf ↔ Vilshofen ↔ Eging am See ↔ Tittling                                                                            | VLP, Regionalbus Ostbayern         |
| 6121  | Passau Hbf ↔ Grafenau/Regen ↔ Zwiesel (Bayern) ↔ Bayerisch Eisenstein                                                       | VLP, Regionalbus Ostbayern         |
| 6122  | Passau Hbf ↔ Waldkirchen ↔ Haidmühle (Anschluss nach Tschechien) ↔ Bischofsreut                                             | VLP, Regionalbus Ostbayern         |
| 6123  | Passau Hbf ↔ Freyung ↔ Philippsreut ↔ Haidmühle (Anschluss nach Tschechien)                                                 | VLP, Regionalbus Ostbayern         |
| 6124  | Passau Hbf ↔ Tittling ↔ Fürstenstein ↔ Eging am See ↔ Schönberg ↔ Riedlhütte                                                | VLP, Regionalbus Ostbayern         |
| 6125  | Passau Hbf ↔ Fürstenzell ↔ Ortenburg ↔ Bad Griesbach                                                                        | VLP, Regionalbus Ostbayern         |
| 6127  | Passau Hbf ↔ Salzweg ↔ Straßkirchen                                                                                         | VLP, Regionalbus Ostbayern         |
| 6129  | Passau Hbf ↔ Ranzing/Kirchberg ↔ Aicha vorm Wald ↔ Nammering/Eging                                                          | VLP, Regionalbus Ostbayern         |
| 6130  | Passau Hbf ↔ Salzweg ↔ Hutthurm ↔ Freyung ↔ Finsterau                                                                       | VLP, Regionalbus Ostbayern         |
| 6131  | Passau Hbf ↔ Salzweg ↔ Büchlberg ↔ Hauzenberg                                                                               | VLP, Regionalbus Ostbayern         |
| 6135  | Passau Hbf ↔ Hutthurm ↔ Kalteneck                                                                                           | VLP, Regionalbus Ostbayern         |
| 6147  | Passau Hbf ↔ Vilshofen ↔ Niederalteich ↔ Hengersberg ↔ Deggendorf                                                           | VLP, Regionalbus Ostbayern         |
| 6148  | Passau Hbf ↔ Vilshofen ↔ Osterhofen ↔ Plattling                                                                             | VLP, Regionalbus Ostbayern         |
| 6173  | Passau Hbf ↔ Jägerwirth ↔ Ortenburg                                                                                         | VLP, Regionalbus Ostbayern         |
| 6181  | Passau Hbf ↔ Tiefenbach | VLP, Regionalbus Ostbayern         |
| 6209  | Passau Hbf ↔ Bad Höhenstadt (Fürstenzell) ↔ Pocking ↔ Pfarrkirchen ↔ Neumarkt St. Veit ↔ Mühldorf am Inn Schulzentrum       | VLP, Regionalbus Ostbayern         |
| 7599  | Passau Hbf ↔ Thyrnau ↔ Hauzenberg ↔ Sonnen ↔ Breitenberg                                                                    | VLP, Regionalbus Ostbayern         |
| 7710  | Passau Hbf ↔ Schönberg ↔ Regen ↔ Bayerisch Eisenstein ↔ Zelézna Ruda (CZ)/Böhmisch Eisenstein                               | VLP, Regionalbus Ostbayern, Arriva |

## Képgaléria

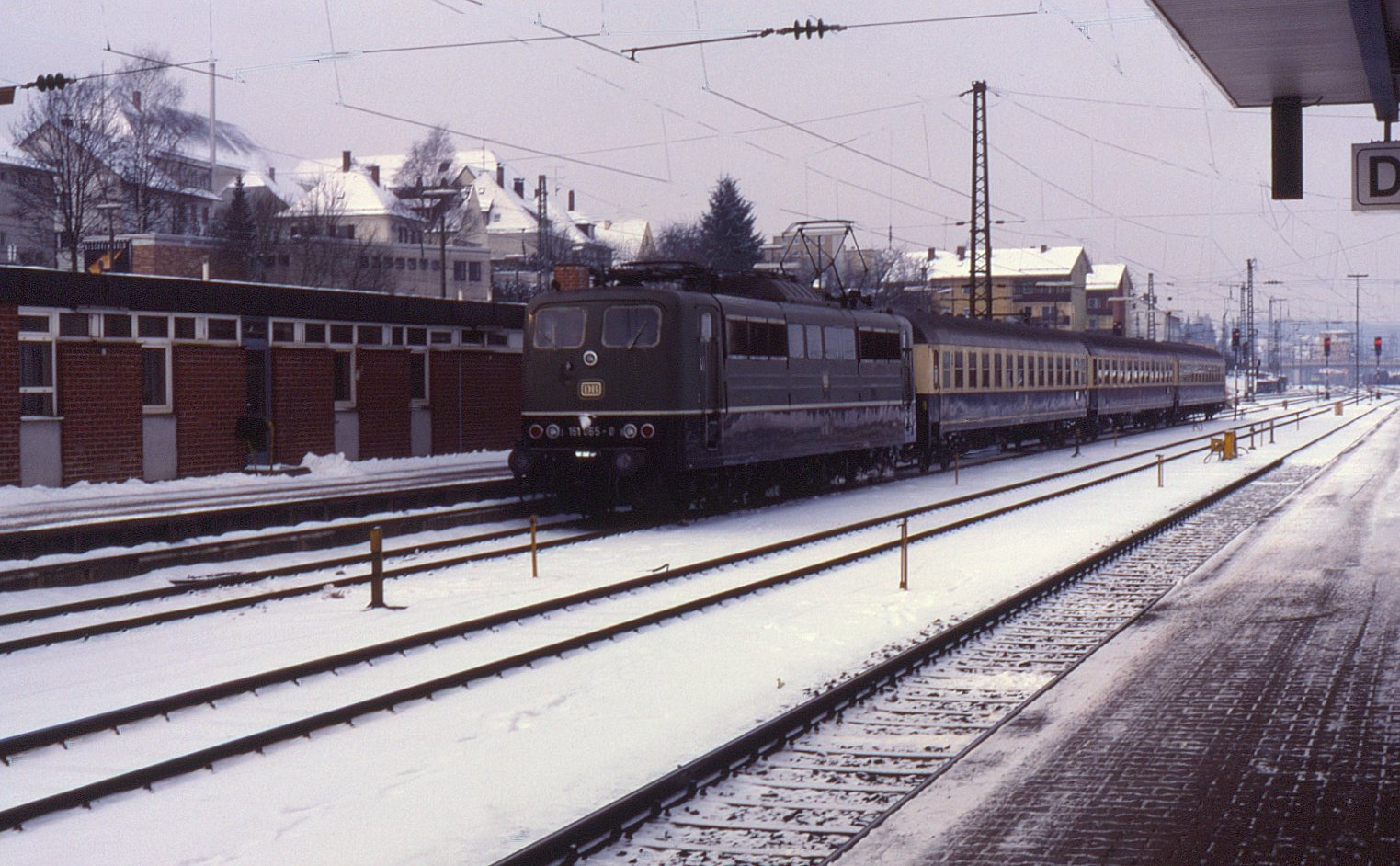
Az állomás 1991 februárjában
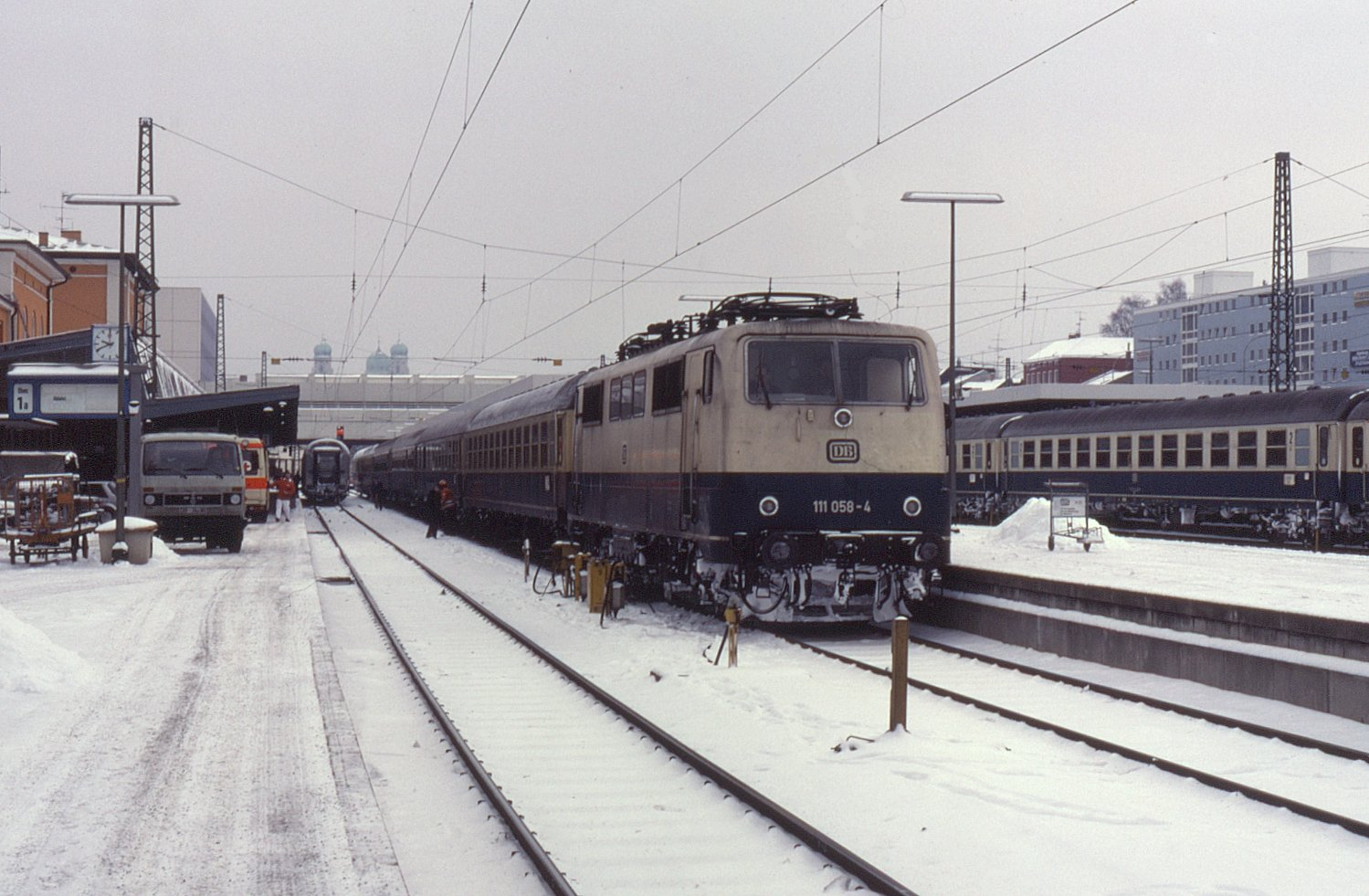
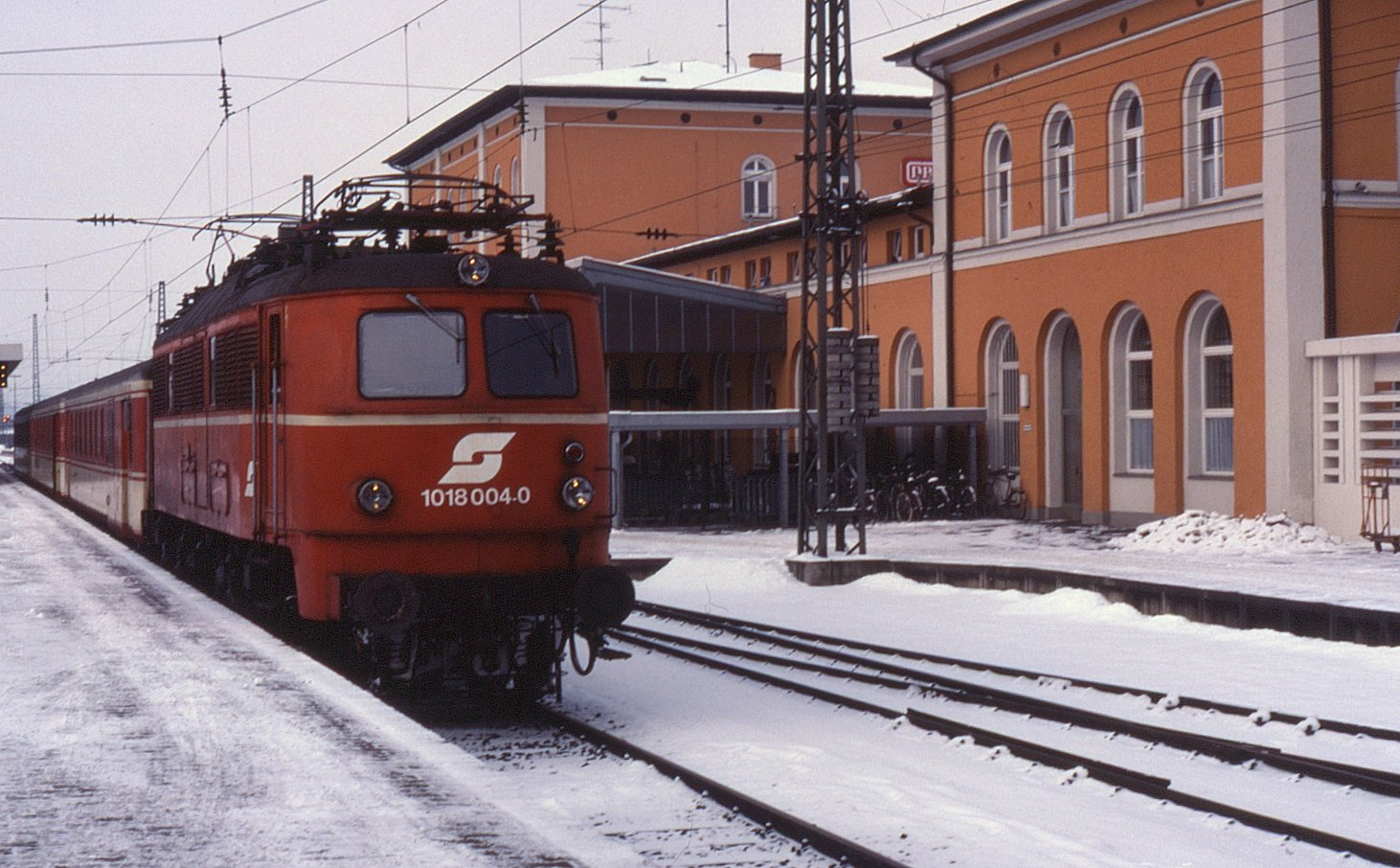
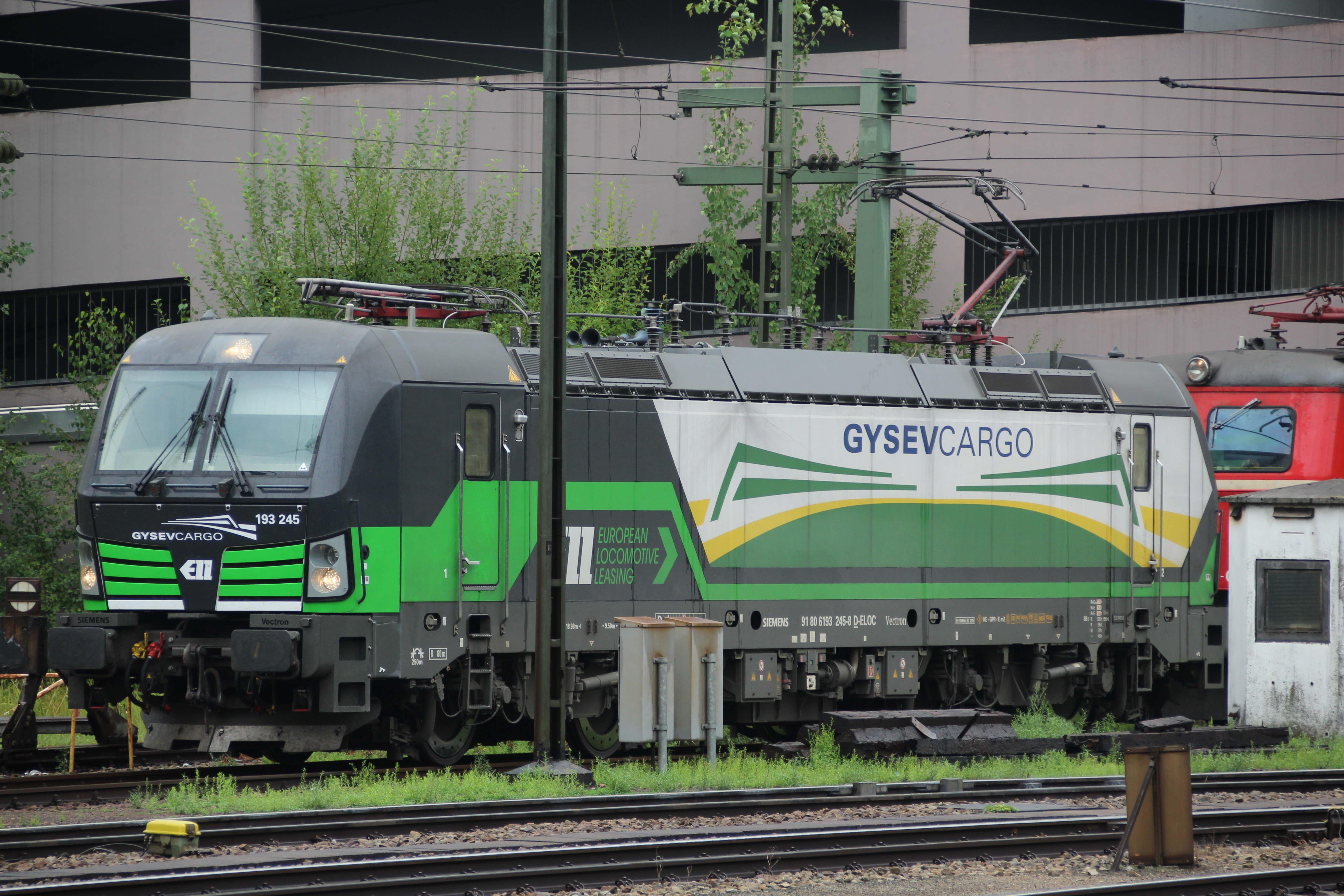
A GySEV Vectron mozdonya az állomáson
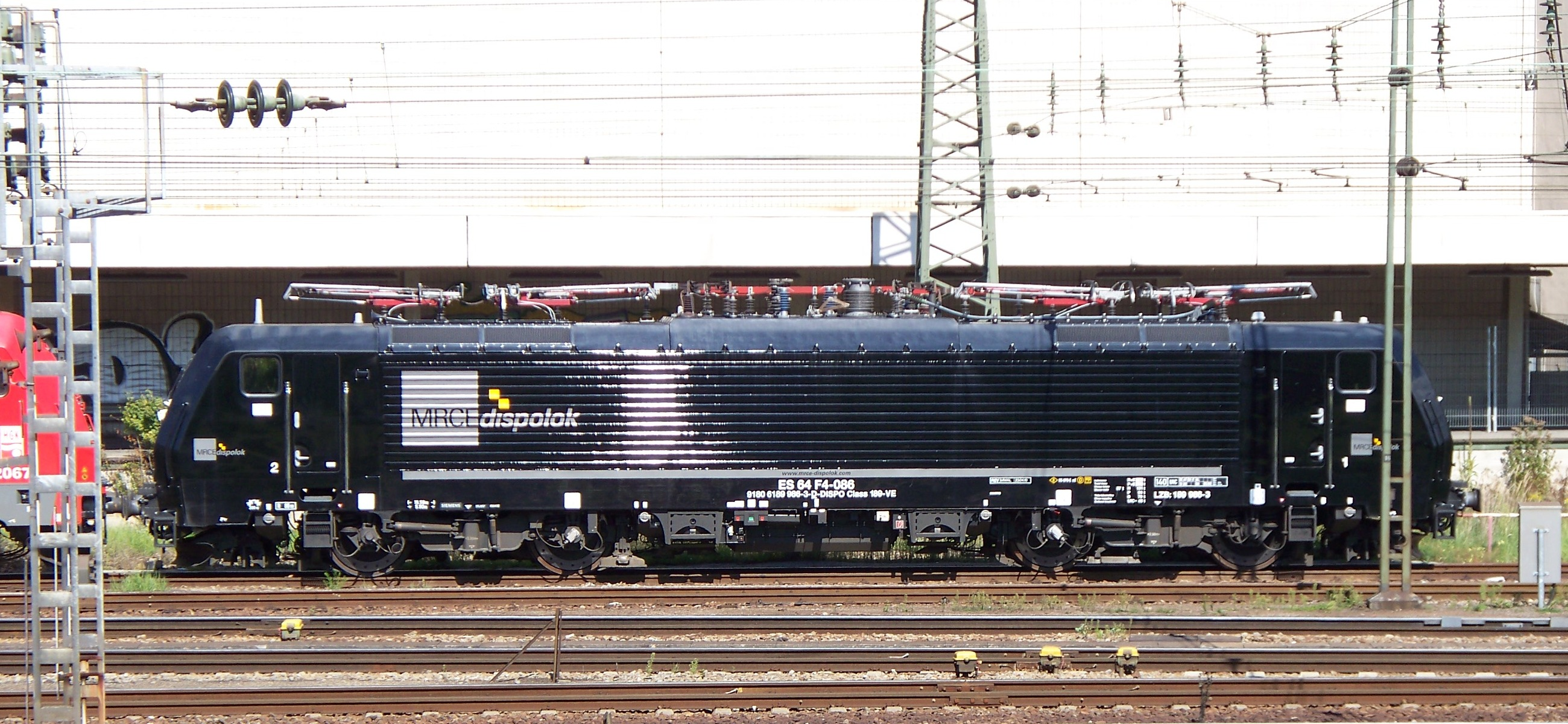
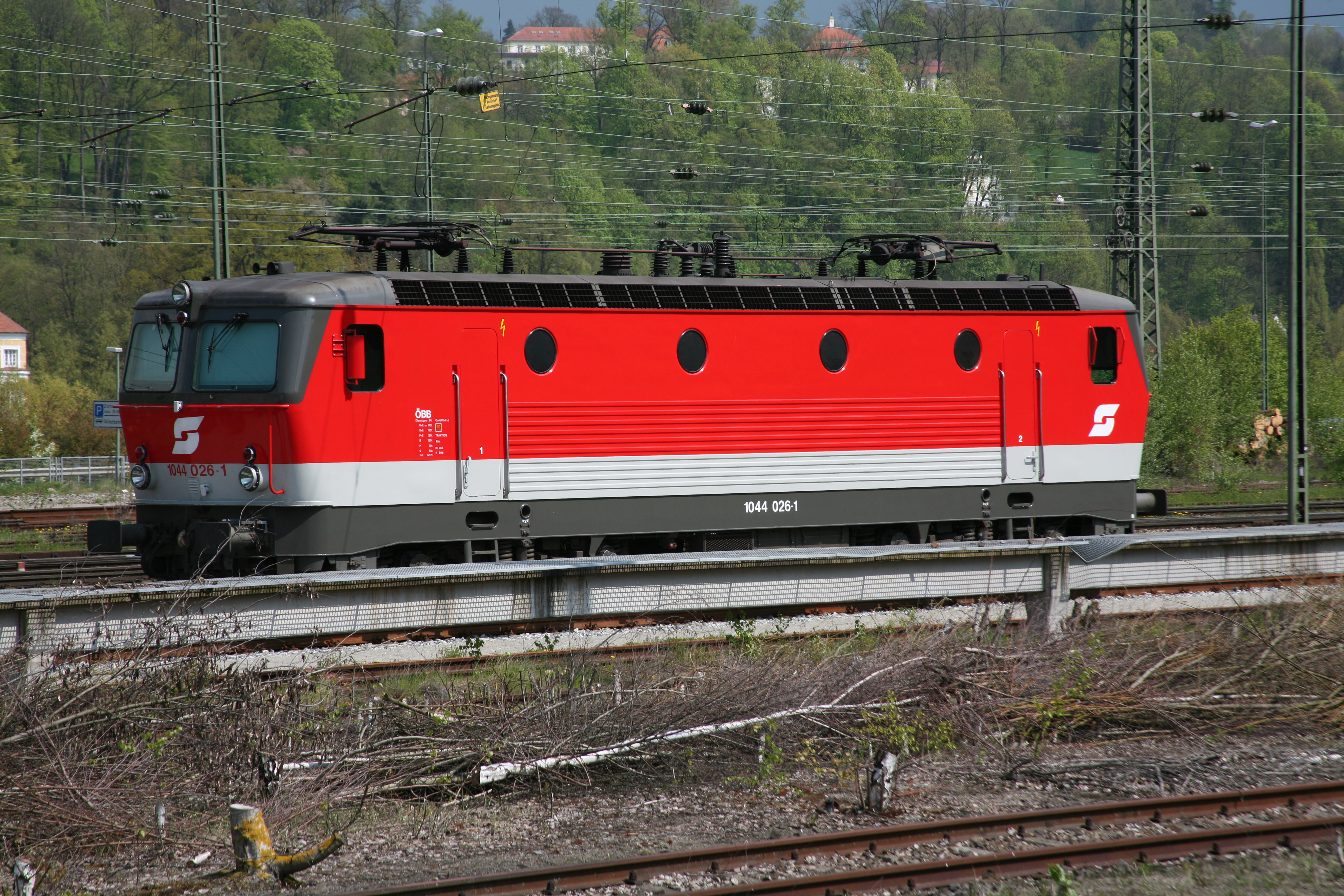
ÖBB 1044 sorozat
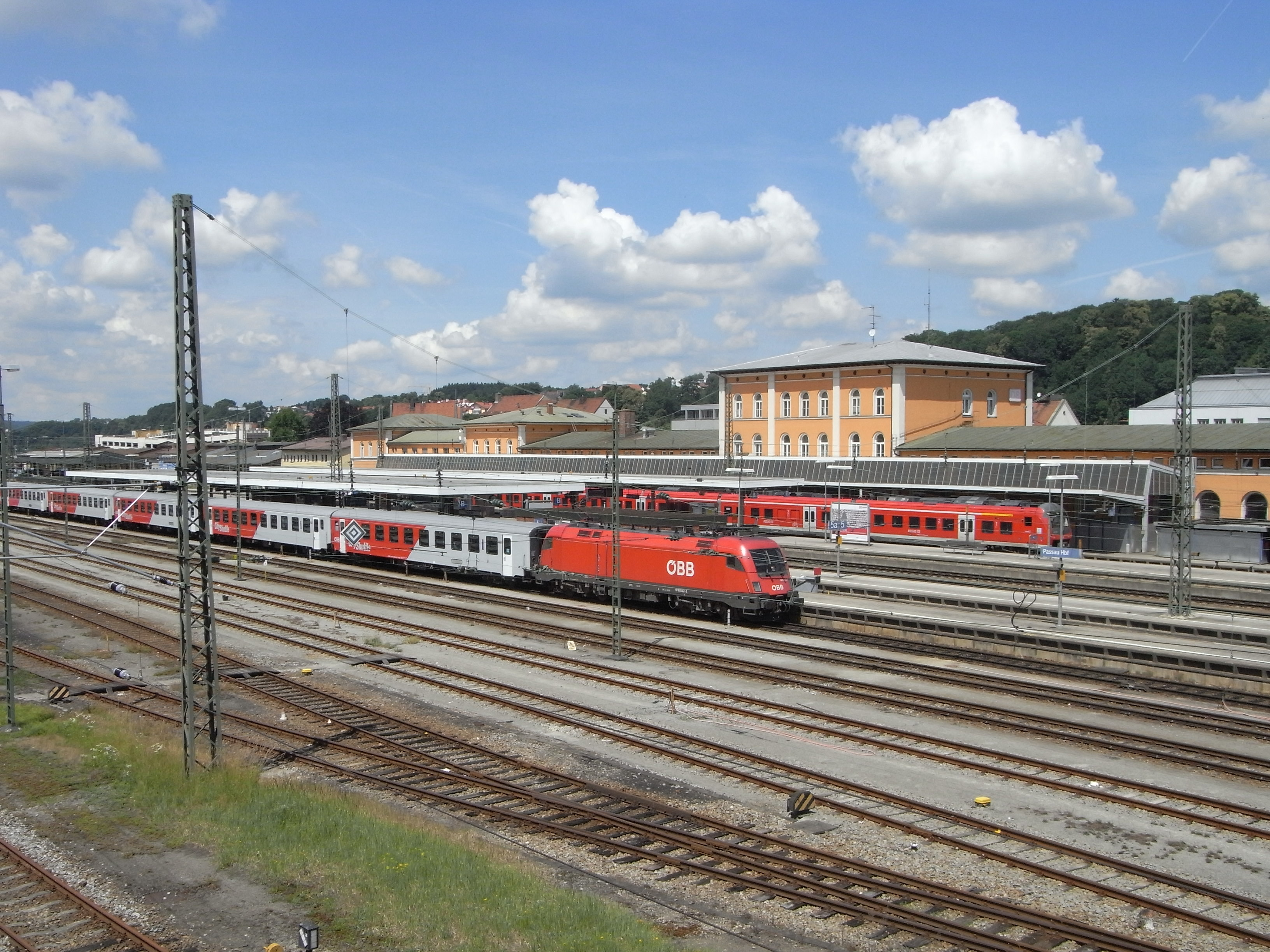

## Vasútvonalak
Az állomást az alábbi vasútvonalak érintik:
- Regensburg–Passau-vasútvonal (KBS 880) (KBS 931)
- Wels–Passau-vasútvonal (KBS 150 (Ausztria))
- Passau–Neumarkt-Sankt Veit-vasútvonal (KBS 946)
- Passau–Freyung-vasútvonal (KBS 12888)
- Passau–Hauzenberg-vasútvonal (KBS 881)